# Климино (Омская область)
Климино — деревня в Тюкалинском районе Омской области. Входит в состав Красноусовского сельского поселения.

## История
В 1928 году состояла из 83 хозяйств. В составе Красноусовского сельсовета Тюкалинского района Омского округа Сибирского края.
В соответствии с Законом Омской области от 30 июля 2004 года № 548-ОЗ «О границах и статусе муниципальных образований Омской области» деревня вошла в состав образованного Красноусовского сельского поселения.

## География
Находится в центральной части региона, в лесостепной зоне Ишимской равнины, относящейся к Западно-Сибирской равнине, у озёр Жилое, Мишино.

## Население
| 1926 | 2010 |
| ---- | ---- |
| 416  | ↘138 |

Гендерный состав
По данным Всероссийской переписи населения 2010 года в гендерной структуре населения из 138 человек мужчин — 62, женщин — 76 (44,9 и 55,1 % соответственно).
Национальный состав
В 1928 году основное население — русские.
Согласно результатам переписи 2002 года, в национальной структуре населения русские составляли 76 % от общей численности населения в 176 жителей